# 亚瑟·麦克阿瑟三世
亚瑟·麦克阿瑟三世 (英語：Arthur MacArthur III, 1876年6月1日—1923年12月2日)是一位美国海军上校，在第一次世界大战中美西战争表现出色。

## 生平
1876年出生在美国。1892年赴安那波利斯美国海军学院讀書，1896年毕业為海軍少尉:19。曾参加美西战争，美菲战争和镇压义和团运动，在第一次世界大戰中任輕巡洋艦「查塔努加號」艦長，得海軍十字獎章及殊勳勳章:19。1918年升為海軍上校:19。
1923年12月2日以急性盲腸炎在华盛顿逝世:19。安葬于阿灵顿国家公墓，靠近其父母。

## 家庭
祖父是老亚瑟·麦克阿瑟，父亲是小亚瑟·麦克阿瑟，弟弟是道格拉斯·麦克阿瑟。